# لائحة بالمجتمعات اللاسلطوية
هذه لائحة باسم المجتمعات اللاسلطوية الماضية والحاضرة
عبر التاريخ، اللاسلطويين انخرطوا في العديد من المجتمعات الواسعة الاختلاف فيما بينها. كان هناك بعض اللاسلطويات التي أتت عبر ثورات تحررية، وكان هناك مجتمعات أخرى عملت وفقا للمبادئ اللاسلطوية المختلفة.

## اليوتوبيا
اليوتوبيا هي مستعمرة لاسلطوية فردانية بدأت في العام 1847 من قبل جوزيا وارن ورفاقه، في قطعة أرض في الولايات المتحدة في أوهايو. الدعوات الشخصية من المستوطنين الأوائل كانت مطلوبة من أجل دخول المجتمع، لأن وارن اقتنع بأن الحرية الفردية الأكثر قيمة كانت الحرية في اختيار رفاقنا في كل الأوقات. الأرض امتلكت جماعيا ولكن فردي مع بيع وشراء العديد من القطع، كما تتطلب الاتفاقات التعاقدية. اقتصاد المجتمع قام على الملكية الفردية واقتصاد السوق والعمل قام على أساس القيمة التبادلية. البضائع والخدمات سوقت بواسطة ملاحظات العمل. في العام 1850، المجتمع ضم حوالي 40 بناء، نصفهم كان ذا طبيعة صناعية. وكان هناك مخزنين. وتحت تأثير الحرب الأهلية الأميركية وارتفاع أسعار الأراضي المجاورة، ولأن الدخول إلى هناك يجب أن يكون بناء على دعوة من مستوطن أصلي هذا قاد إلى حل المشروع لينتهي تماما في آخر العام 1875.

## مستوطنة الطريق الأبيض (وايتواي)
مستوطنة الطريق الأبيض في غلوستشاير بالقرب من انكلترا تأسست العم 1898 وما زالت موجودة حتى الآن. بالرغم من أنها لا تملك تماما وجها لاسلطويا، فإنها تحتفظ فيها في جذورها والعديد من سكانها يعرفون هذا ويفخرون به. آثار ماضيها اللاسلطوي يمكن رؤيتها من خلال الوسائل العامة مثل ساحة اللعب، القاعة، والمسبح الذين تم بنائهم من قبل سكانها، وفي طريقة إدارة المجتمع حيث ما زال يعمل في اجتماعات عامة للمواطنين. اليوم الطريق الأبيض تعتبر كمجتمع لاسلطوي جماعي وهي إحدى أطول التجارب اللاسلطوية الموجودة.

## كومونة التولستيين الزراعية (1921 – 1937)
متبعين التعاليم اللاسلطوية لليو تولستوي العديد من كومونات الفلاحين تشكلت تطوعيا بعد ثورة أكتوبر مرتكزين على قيمه للعمل واللاعنف. قمعت بشدة من قبل السوفييت، وضاع تاريخ العديد من هذه الكومونات. كان أكبر كومونة هي كومونة الحياة والعمل التي ضمن الآلاف.

## إقليم شينمين المستقل
ذروة الأناركية الكورية وصلت في العام 1929 خارج البلاد في مانشوريا. حوالي مليونين من المهاجرين الكوريين عاشوا هناك عندما أنشأت الفيدرالية الشيوعية اللاسلطوية الكورية إقليم شينمين المستقل تحت إدارة جمعية الشعب الكورية.
البناء اللامركزي الفيدرالي الذي تبنته الجمعية تكون من مجالس القرى، مجالس المقاطعات، مجالس المناطق، عملت جميعها بشكل تعاوني في الزراعة، التعليم، المالية، والقضايا الحيوية الأخرى. تم إنشاء جيش للدفاع عن شينمين تحت قيادة اللاسلطوي الكوري كيم جوا جين الذي قاوم الجيش الياباني الإمبريالي والجيش الأحمر البلشفي محققا عدة نجاحات مستخدما طريقة حرب العصابات اضرب واهرب. فروع الفيدرالية في الصين، كوريا، واليابان وغيرها بذلوا جهدهم من أجل التقدم في إنجاح شينمين، والعديد منهم انتقلوا إلى هناك. أراد الاتحاد السوفييتي إسقاط شينمين وأرادت اليابان السيطرة عليه، اللاسلطويين الكوريين سحقوا في العام 1932.

## الثورة الأسبانية (1936 – 1939)
في العام 1936، وفي أثناء المقاومة ضد الفاشية، كان هناك ثورة اشتراكية تحررية عبر إسبانيا. العديد من اقتصاد إسبانيا وضع تحت الإدارة المباشرة للعمال، في مناطق لاسلطوية قوية مثل كتالونيا وصل إلى 75 %. المصانع كانت قد أديرت من قبل لجان العمال، المساحات الزراعية أصبحت جماعية وأديرت على شكل كومونات زراعية. حتى الفنادق، المتاجر، المطاعم أصبحت جماعية وأديرت من قبل العمال.
الكومونات أديرت وفقا لمبدأ "من كل وفقا لقدرته إلى كل وفقا لحاجته"، بدون ربطها بأي عقيدة ماركسية. في بعض المناطق تم إسقاط المال، القرارات كانت تتخذ من قبل مجالس الناس العاديين بدون أي ترتيب بيروقراطي. إضافة إلى الثورة الاقتصادية كان هناك ثورة ثقافية، فأصبح للنساء الحق في الإجهاض، وأصبحت فكرة الحب الحر فكرة شعبية. كان التحرر الثقافي هو التحرر نفسه الموجود لدى اليسار الجديد في العام 1960.
كتالونيا اللاسلطوية (1936 – 1939)
كانت إقليما بدون دولة ومجتمعا لاسلطويا في جزء من كتالونيا الحديثة خلال الحرب الأهلية الأسبانية، ولأن كتالونيا كانت من أكثر الشبكات الصناعية في إسبانيا، الاشتراكيات كانت في الشبكات المدنية (المصانع، المطاعم....)
آراغون اللاسلطوية (1936 – 1937)
كانت إقليما بدون دولة ومجتمعا لاسلطويا في جزء من إقليم آراغون الحديث خلال الحرب الأهلية الأسبانية. كان الإقليم تحت سيطرة عامود درورتي بشكل رئيسي والقوات اللاسلطوية التي أتت من برشلونة في الأشهر الأولى من الحرب. ولأن الإقليم كان ذا وجه قروي زراعي الاشتراكيات كانت في المساحات الزراعية.

## كريستيانيا البلدة الحرة (1971 – حتى الآن)
كريستيانيا أوجدت في العام 1971، عندما قامت مجموعة من الوجوديين باحتلال ثكنات عسكرية مهجورة في كوبنهاغن في الدانمرك. واحد من أكثر الأشخاص شهرة هو يعقوب لودفيكسن، الذي أصدر جريدة لاسلطوية التي أعلن فيها عن تأسيس البلدة الحرة. شعب كريستيانيا طوروا قواعدهم بعيدا عن الحكومة الدانمركية، هذه القواعد تضمنت حظر السيارات، السرقة، البنادق، السترات الواقية من الرصاص والمخدرات الثقيلة. الكاميرات ممنوعة، والمحليين سوف يرفعون أيديهم ويقولون ممنوع التصوير، إذا شاهدوا أن هناك صورة تم أخذها. هناك شارع اسمه شارع الترويج للمخدرات وهذا الإعلان محل جدل ولكن لا يمكن إلغائه بدون موافقة المجتمع ككل. لسنوات عديدة وضع السكان في المنطقة كان في نسيان، إلى أن حاولت الحكومة أن تطرد السكان بدون نجاح.
يمكن دخول الزوار عبر مدخلين وبدون سيارات. السلطات الدانمركية أزالت مرارا الصخور الكبيرة التي تسد المدخل، والتي يعيد السكان وضعها في كل مرة. السلطات أعلنت بأن المنطقة يجب أن منفتحة من أجل الأمن، لكن السكان قالوا أنها سوف تجلب الشرطة. في العام 1995 تم فرض الضرائب على المقيمين، والسلطات ما زالت تضغط من أجل إنهائها.

## وصلات خارجية
- يوتوبيا